# North Northamptonshire
North Northamptonshire ist eine Unitary Authority in der Zeremoniellen Grafschaft Northamptonshire in den East Midlands von England. Der offizielle Sitz ist  in Kettering. Auf dem Gebiet von North Northamptonshire bestehen 113 Gemeinden (Parishes). Im Jahr 2011 hatte es eine Bevölkerung von 316.851. North Northamptonshire wurde am 1. April 2021 durch die Fusion der vier Districts Corby, East Northamptonshire, Kettering und Wellingborough gebildet.